# Шатун

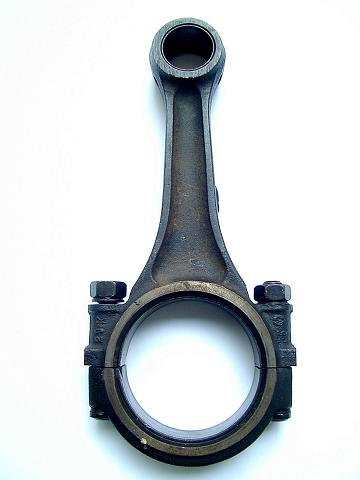
Ганок поршневого двигуна внутрішнього згоряння

Шату́н (рос. шатун, утворене від шататься — «хитатися») або гоно́к — деталь, розташована між поршнем і колінчастим валом або кривошипом у кривошипно-ганкових механізмах. Служить для перетворення зворотно-поступального руху поршня в обертовий (у поршневих двигунах), або навпаки — обертового у зворотно-поступальний (у поршневих компресорах).

## Історія

Схема лісопилки з приводом від водяного колеса в античному місті Ієраполіс

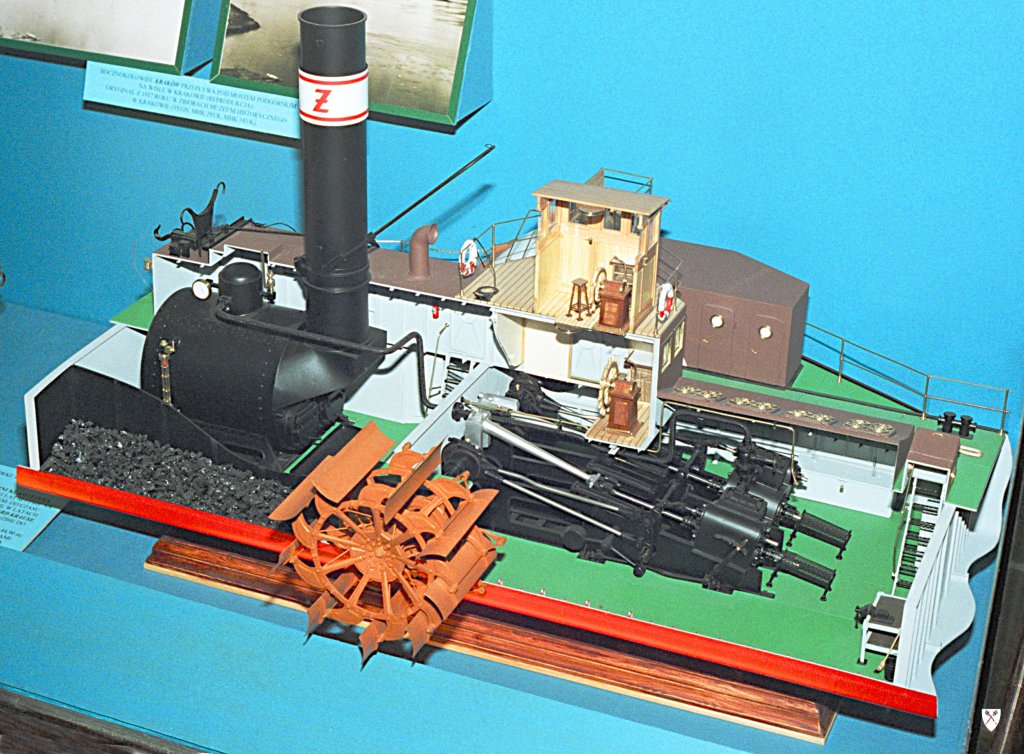
Шатуни колісного пароплава

Найдавніше засвідчене застосування шатунів датується кінцем 3-го століття н. е., коли в Римській імперії на лісопильнях в Ієраполісі, (Мала Азія), були застосовані механізми, схожі на сучасні шатуни, для перетворення обертового руху водяного колеса в поступальний для привода пилки в лісопильні. Аналогічні механізми були також виявлені при розкопках в Ефесі, які датуються 6-м століттям н. е.
Між 1174 і 1200 рр. арабський учений і винахідник Аль-Джазарі описав машину, конструкція якої включала шатун з колінчастим валом (кривошипно-шатунний механізм). Призначалася така машина для підйому води.
У конструкціях машин кривошипи і шатуни використовуються з XVI століття, про що свідчать трактати того часу: Агостіно Рамеллі The Diverse and Artifactitious Machines 1588, де зображено вісімнадцять прикладів. Число прикладів зростає в роботі Theatrum Machinarum Novum від Георга Андреаса Беклера, в якій є до 45 різних машин.

У першій документально відомій паровій машині Ньюкомена 1712 року замість шатунів використовувалися ланцюги: з причини того, що її поршень міг передавати зусилля тільки в одному напрямку. Проте, більшість пізніших типів парових машин були подвійної дії, передавали зусилля в обох напрямках, тому на них стали використовувати шатуни. Типовою схемою передачі зусилля від поршня до кривошипа на парових машинах є сполучення поршня з шатуном через шток і повзун.

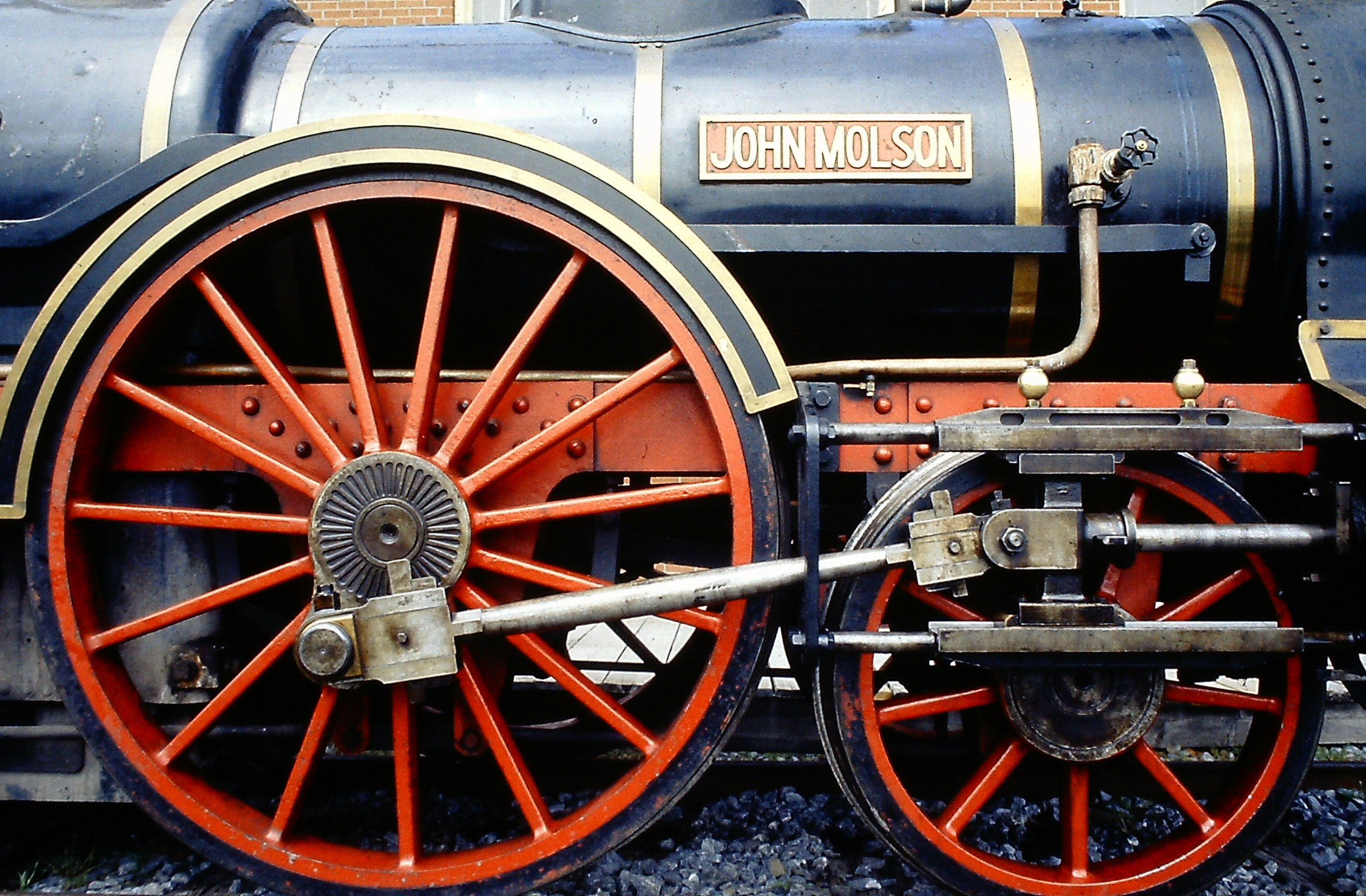
Шатун (тяговий дишель), повзун і шток поршня паровоза

На паровозах шатун служить для передачі зусилля від парової машини до ведучої колісної пари (він називається також тяговим, ведучим або поршневим дишлем). Являє собою стрижень двотаврового, рідше прямокутного перерізу з головками для вальниць на кінцях. Одним своїм кінцем він з'єднується з крейцкопфом (який, у свою чергу, сполучається зі штоком поршня), а другим — з пальцем кривошипа колеса ведучої колісної пари.

## Конструкція та класифікація шатунів
Шатуни розрізняють формою перерізу стрижня шатуна:
- двотаврові I-подібні та H-подібні (залежно від співвідношення довжин полиць та перемички двотавра);
- прямокутні;
- круглі;
- трубчасті;
- ромбічні.

Круглі звичайні в суднових двигунах, по свердлінню всередині подається мастило або охолодження; ромбічні — у перегонових моторах з великою частотою обертання, де важливе поліпшення аеродинаміки. Прості шатуни тихохідних механізмів мають переріз прямокутної форми.
Для протидії поперечним силам стикові поверхні кривошипної головки виконуються профільованими. Розрізняють зубчасте, замкове (прямокутні виступи) з'єднання та спліт-роз'єм, отриманий способом контрольованого розколювання.
Осьова довжина кривошипної головки визначає довжину блока циліндрів. Особливо це актуально для V- і W-подібних двигунів. Наприклад у нижньої головки шатуна двигуна W12 від Audi становить лише 13 мм.
Всередині головки розташовуються вкладиші вальниць ковзання, виконані на сталевій основі із нанесенням шару антифрикційного матеріалу.
За формою кривошипної головки шатуни бувають:
- прості;
- причіпні;
- вільчасті.

Другі характерні для зіркоподібних та V-подібних двигунів, вилчасті застосовуються в деяких V- та W-подібних двигунах. Зважаючи на більш високі газові сили, при рівному діаметрі циліндра необхідний переріз дизельного шатуна виявляється більшим, тому дизельні шатуни важчі. Шатун відчуває складне знакозмінне навантаження і розраховується окремо по кожному своєму елементу.
За видом вальниць у головках шатуна:
- ковзання (втулки, вкладиші);
- кочення (кулькові, роликові, голчасті);
- з нерухомим пальцем (шарнір у бобишках поршня).

У нижній головки шатуна найчастіше встановлена вальниця ковзання, що має змінний вкладиш з антифрикційним сплавом із свинцевої бронзи (у дизелях, що працюють на брудному сірці паливі), алюмінієво-олов'яним сплавом (найчастіше) або навіть сріблом (зіркоподібні швидкохідні). Поршнева (верхня) головка являє собою цільну провушину, в яку по посадці з натягом встановлена втулка — підшипник ковзання для обертання поршневого пальця. Втулка виготовляється бронзовою або біметалевою (сталь зі свинцем, оловом). Конструкція поршневої головки визначається розміром поршневого пальця і способом його кріплення. Для зниження маси шатуна і зменшення навантаження на поршневий палець на деяких двигунах використовуються шатуни з трапецієподібною формою поршневої головки.
Однак у двигунах з фіксацією поршневого пальця у шатуні (ранні моделі ВАЗ) верхня шатунна вальниця відсутній — немає ні втулки, ні роликів. Залежно від форсування двигуна, шатуни можуть мати отвір у кривошипній головці для подачі оливи на гільзу циліндра.
Деякі конструкції мають вальниці кочення в нижній і навіть верхній головці шатуна, у цих випадках внутрішня поверхня шатуна загартовується. Такий шатун не має вкладишів та ремонтних розмірів, при зносі змінюють обойму з роликами, за результатами обмірів — шатун та/або колінчастий вал. Застосування — швидкохідні двигуни з повітряним охолодженням, двигуни з кривошипно-камерним продуванням — тобто ті, в яких важче забезпечити достатню кількість олії під тиском. Але найбільшого поширення мають звичайні з втулками та плаваючим пальцем.
По виду рознімання кришки шатуна:
- роз'єми прямі;
- косі (роз'єм під кутом, збільшення допустимого діаметра шийки).
- шатуни, що розламуються (розривні) — шатун відковується разом з кришкою єдиною деталлю, проходять повну механічну обробку, далі охолоджуються для підвищення крихкості, після чого кришку відколюють від шатуна по канавках концентраторам напруг. Таким чином, дотичні поверхні шатуна і кришки точно підходять один до одного, але шатуни і кришки не взаємозамінні.

Половинки нижньої голівки шатуна повинні точно прилягати один до одного без зсуву. З'єднання головок — болтове. У ранніх конструкціях шатунні гайки фіксувалися відгинними шайбами або дротом.
За способом центрування кришки:
- по шатунних болтах;
- за штифтами;
- зубцям;
- шипам з подальшою мехобробкою отвори;
- за місцем розлому (розламується шатун).

## Умови роботи та вимоги до шатуна
Шатун у сучасних швидкохідних двигунах мільярди разів сприймає змінну напругу (це число залежить від швидкохідності та ресурсу ДВС). До нього висуваються вимоги:
- достатня втомна міцність, щоб уникнути руйнування;
- жорсткість для запобігання втраті стійкості стрижня при стисканні (з огляду на можливі разові навантаження при аваріях);
- мінімальна маса, для зниження динамічних навантажень на шийки колінвала та зменшення маси противаг, а також маховика;
- технологічність та простота конструкції, що визначаються також можливостями верстатної обробки;
- мінімальні витрати на матеріал, що забезпечують проте 90 % гартування перерізу (або відмова від гарту, якщо це неможливо на великогабаритних двигунах)[10].

## Будова шатуна

### Матеріал
Матеріали: конструкційні сталі 40 або 45 та леговані хромо-нікелеві-марганцеві 45Г2, 8ХНМА, 40 ХНМА, 40Г, 45Г2, 40ХН, 12ХН3А, 18ХНВА, 18Х2Н4А: чим більше товщина перерізу, тим більше леговану сталь доводиться застосовувати. Заготовки шатунів отримують штампуванням в закритих штампах. Вони можуть бути відштамповані разом з кришкою або окремо, як самостійні деталі. Заготовки шатунів із розбірною нижньою голівкою штампуються зазвичай із напівотвором у нижній голівці. Кришка шатуна штампується окремо. Інколи шатун штампується заодно з кришкою, що надалі відрізується. Для малорозмірних автомобільних двигунів звичайним є застосування селектованої по вуглецю загартованої сталі; у тихохідних механізмах шатуни мають великі перерізи, і для збільшення 90 % гартованості зростаюча кількість легуючих елементів недопустимо збільшує їхню вартість. Тому шатуни суднових ДВЗ виготовляють із нормалізованої вуглецевої сталі типу Ст5 (Сталь 30, 35, 40). У автомобілях ВАЗ застосовують сталь 40 селектів. Хромонікелеві типу 12ХН3А застосовують при необхідності цементації (одержання високої твердості) внутрішнього діаметра головок, що працюють із роликовими вальницями. Алюмінієві шатуни зустрічаються в пускових двигунах, що дозволяє обходитися їм без вставних вкладишів, штамповані титанові шатуни застосовують на швидкохідних перегонових моторах.

### Механічна та термічна обробка
Оскільки шатун працює в основному на розтягування-стиснення, а не вигин, серцевина його перерізу повинна мати рівну з поверхневими шарами міцність. Цього досягають або суцільним прожарюванням за рахунок обмеження товщини перерізу (двотавр) із застосуванням необхідної кількості легуючих елементів (хром, нікель, молібден), або відмовою від гарту із застосуванням нормалізованої сталі (великорозмірні ДВЗ). На матеріал і необхідний рівень гарту може впливати вибір вальниць шатуна: так, вальниці кочення вимагають високої твердості доріжок, і тому обирається потрібна сталь з подальшою цементацією діаметра під вальницю. Шатун завжди отримують штампуванням або куванням для підвищення міцності, лиття не застосовується.
Для підвищення втомної міцності застосовують один з двох методів: полірування поверхні, або її наклеп шляхом дробоструминної обробки. На циклічну міцність шатуна впливають також радіус переходу, кут загортання верхньої головки шатуна. Шатунні болти виготовляють із якісних легованих сталей, піддають гартуванню з відпуском, причому вживаються всі заходи щодо підвищення втомної міцності — плавний перехід від різьблення, чиста обробка поверхні, поверхневе зміцнення. Це саме стосується і шатунної гайки. З огляду на це шатунний болт не підлягає стандартизації, і завжди унікальний.

### Вальниці шатуна

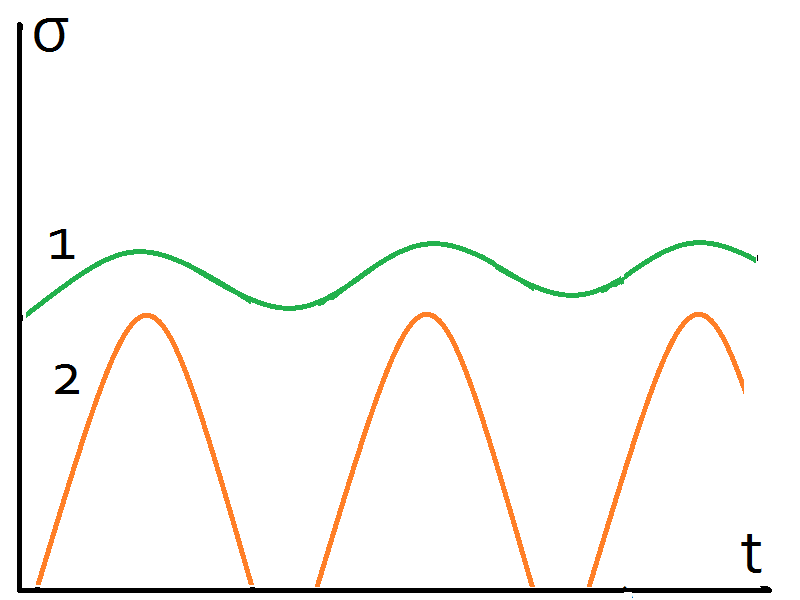
Роз'єм кривошипної головки не повинен розкриватися (1), інакше пульсація напруг в болтах швидко зростає (2), і вони обриваються. Змінна напруга тим менше, чим більше відношення жорсткості головки до жорсткості болтів.

Одним з варіантів є вальниці кочення (роликові або голчасті), в цьому випадку тіла кочення найчастіше мають сепаратор. Це також накладає вимоги щодо твердості до колінчастого вала двигуна. У разі застосування вкладишів останні утримуються від провороту своїми «вусами», що потрапляють в паз головки. Кришки вальниць у будь-яких моделях двигунів не можна плутати між собою.
Кривошипна (мотилева) головка має встановлені вкладиші, що фіксуються від провертання «вусами», вставленими в пази головки. У разі вальниці з бабіту (застосовуються високоміцні олов'яно-свинцеві бабіти типу Б83), між половинками шатуна встановлюють пакет металевих прокладок, і в міру зношування бабіту їх знімають при обслуговуванні суднового дизеля. Звичайні вкладиші виготовлені зі сталеалюмінієвої стрічки (антифрикційний алюмінієвий сплав, зазвичай містить також олово), або свинцевої бронзи (має вищий допустимий контактний тиск).
Нижня вальниця шатуна здебільшого роз'ємний (може бути нероз'ємним тільки при збірному коленвалі), тому кришка з'єднується з шатуном болтами (шпильками), рідше штифтами.
Шатунні болти (шпильки) повинні гарантувати нерозкриття стику кривошипної головки, при цьому болт відчуває змінну напругу, що залежить від співвідношення жорсткості болта та кришки. Чим менша жорсткість болта (вища довжина, менший переріз), тим пульсації напружень розтягу в ньому нижче. Як тільки відбудеться розкриття стику, пульсація напруг багаторазово зростає, і болти обриває дуже швидко. Особливість конструкції нижньої головки в тому, що вона сама сприймає змінні напруги стиснення, а шатунні болти — майже постійна напруга на розтяг.
Верхня головка шатуна здебільшого має згортну бронзову втулку з отвором для змащування. Після запресування втулку розгортають розмір пальця, забезпечуючи потрібну чистоту поверхні. Оскільки швидкість обертання поршневого пальця невелика, довговічність вузла у багатьох випадках забезпечується при невеликому діаметрі пальця та змащення розбризкуванням.
Найпростіші шатуни можуть не мати вкладишів нижньої головки (алюмінієві шатуни пускових двигунів, авіадвигуни дронів, і подібні з обмеженим ресурсом).

### Балансування за вагою
Шатуни в одному двигуні підбирають за масою. Причому бажано підганяти окремо маси верхньої та нижньої головки, використовуючи для підпилювання залишені приливки на кришці та верхній головці. Однак деякі механіки віддають перевагу легшому шляху — при ремонті зважити нові шатуни і поршні, вишикувати за вагою одні за зростанням, а другі за спаданням, потім з'єднати. Так маса поршневого комплекту легко і просто виходить майже однаковою.

## Відмови та несправності

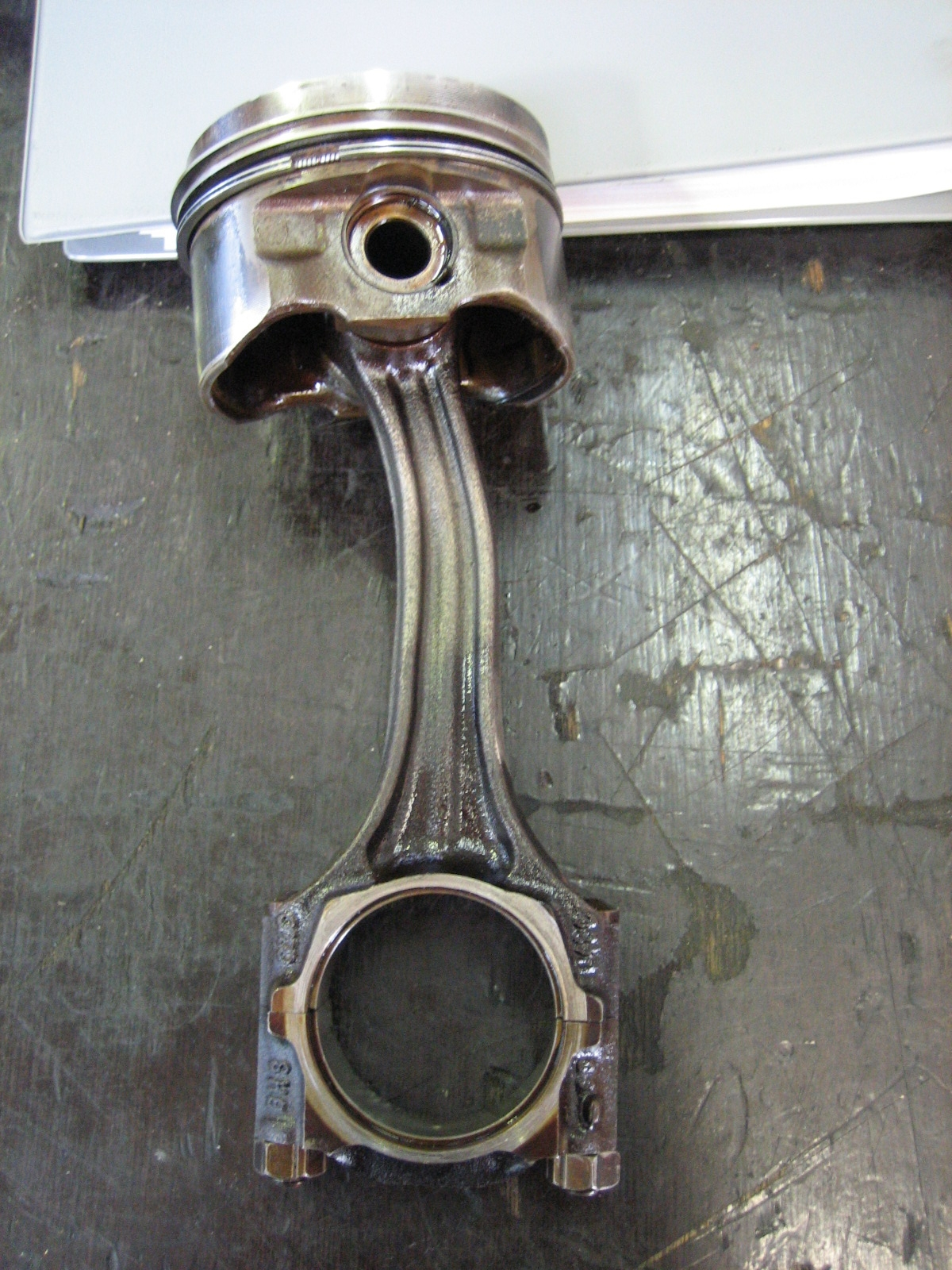
Зігнутий шатун

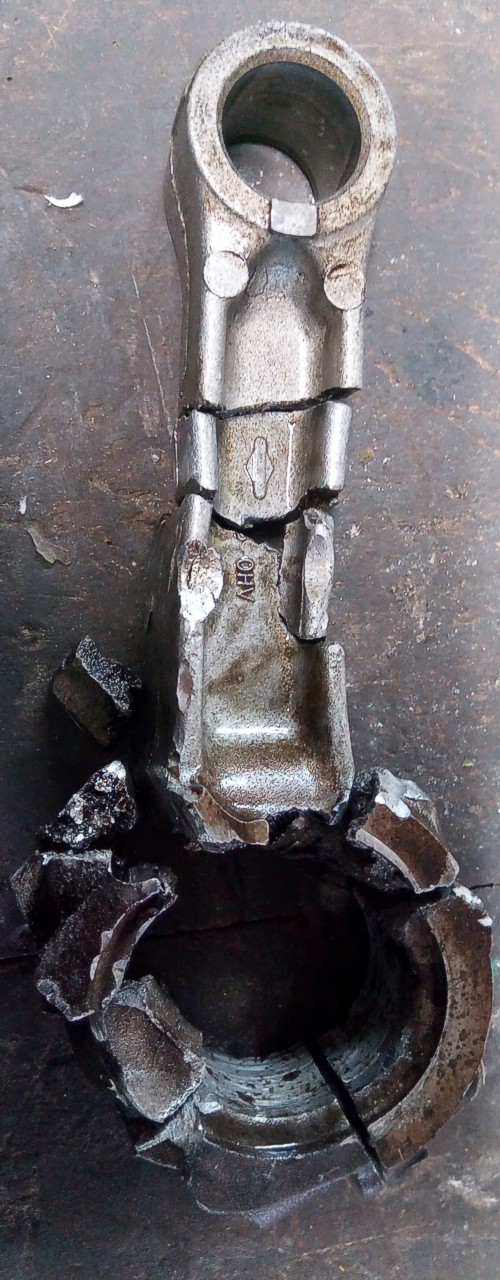
Руйнування шатуна при гідроударі.

Несправності носять переважно зносний характер. Ремонт верхньої головки потрібний рідко, ресурс втулки досягає повного ресурсу двигуна.
Однак можливі катастрофічні пошкодження від гідроудару або зіткнення поршня з головкою при попаданні в камеру предметів. Стрижень шатуна у своїй також часто згинається.